# فرانسيس كلايتون
فرانسيس كلايتون (بالإنجليزية: Frances Clayton)‏ هي عسكري أمريكية، ولدت في 1830 في إلينوي في الولايات المتحدة، وتوفيت في 1863.